# لوئیز جفرسون ایشر
لوئیز جفرسون ایشر (به پرتغالی: Luiz Jeferson Escher) مهاجم اهل برزیل است که در شهر Botafogo و در تاریخ ۲۲ ژوئن ۱۹۸۷ به دنیا آمده‌است.
لوئیز جفرسون ایشر در تیم‌های فوتبال Matsubara سابقهٔ حضور دارد.